# Fjällblylav
Fjällblylav (Santessoniella arctophila) är en lavart som först beskrevs av Theodor 'Thore' Magnus Fries, och fick sitt nu gällande namn av Henssen. Fjällblylav ingår i släktet Santessoniella, och familjen Pannariaceae. Enligt den finländska rödlistan är arten starkt hotad i Finland. Arten är reproducerande i Sverige. Artens livsmiljö är fjällhedar.